# Max'96
Max'96 to brydżowy system licytacyjny należący do grupy Systemów Słabych Otwarć, został opracowany w 1978 r. przez Lecha Ohryskę. W 1996 r. opublikowana została ulepszona wersja. Pierwsze otwarcia w tym systemie wyglądają następująco:
```
Pas 13+
PH
,   układ dowolny
1♣   8-12PH, układ bez krótkości/siedmiokart młodszy/6511/7411
1
♦
   0-7 PH, układ dowolny
1
♥
   8-12PH, 0-1
♥
 i 3-5♠ lub 6-7
♥
 i 0-3♠
1♠   8-12PH, 0-1♠ i 3-5
♥
 lub 6-7♠ i 0-3
♥

1BA  8-12PH, 5+4+
♥
♠ lub 5♣-5
♦
 (64♣
♦
) 
2♣   8-12PH, 3-4
♥
, 3-4♠ i krótkość młodsza
2
♦
   8-12PH, 5431, 53
♥
♠ i 41♣
♦

2
♥
   8-12PH, 5♣-5
♥
 (6♣-4
♥
) lub 5
♦
-5♠ (6
♦
-4♠)
2♠   8-12PH, 5♣-5♠ (6♣-4♠) lub 5
♦
-5
♥
 (6
♦
-4
♥
)
```

System ten niektórymi otwarciami przypomina Bez Nazwy, a niektórymi Lambdę. Jest on jednak bezpieczniejszy od obu i dalsza licytacja jest bardziej składna. Jest dość mało agresywny.